# Tropiderini
Tropiderini – plemię chrząszczy z rodziny kobielatkowatych i podrodziny Anthribinae.
Chrząszcze o krępym, walcowatym ciele. Od innych europejskich Anthribinae wyróżniają się bardziej grzbietowo położonymi oczami. Największa szerokość ich czoła wynosi co najwyżej połowę średnicy oka. W pobliżu nasady przedplecza przebiega poprzeczne żeberko. 
Należy tu 36 rodzajów:

- Acorynus
- Afrocedus
- Agonotropis
- Androceras
- Atoporhis
- Basarukinia
- Bothrus
- Cedocus
- Cedus
- Conauchenus
- Cornipila
- Echotropis
- Ecprepia
- Eurometopus
- Eurymycter
- Gnathoxena
- Gonotropis
- Homoeotropis
- Hucus
- Lagopezus
- Lemuricedus
- Litocerus
- Mecocerina
- Mecocerinopis
- Mecotarsus
- Merarius
- Mucronianus
- Nessiodocus
- Notoecia
- Phloeops
- Pseudocedus
- Saperdirhynchus
- Sphinctotropis
- Stiraderes
- Tropideres
- Xenopternis